# Никола Икономов – Жеравненеца
Никола Тодоров Икономов – Жеравненеца е български свещеник, учител и книжовник от периода на Българското възраждане.

## Биография
Роден е през 1820 г. в Жеравна в семейството на свещеника и учител Тодор Герасимов. Дядо му поп Георги е учител в килийно училище, а впоследствие става монах под името йеромонах Григорий и служи в Иверския светогорски манастир. Баща му е обесен по време на Руско-турската война от 1828 – 1829 г. Има двама братя Тодор и Рафаил. Учи при баща си и брат си в килийното училище в родния си град. След това учи в Котел и в Шумен при Сава Доброплодни. От 1841 до 1846 г. е учител във Взаимното училище в Шумен и в първоначалното училище в града. Там въвежда взаимоучителната метода, а от 1846 до 1855 г. във Взаимното училище в Разград. Той създава първото взаимно и първото класно училище в Разград (1860), автор е на книгата „Земледелие“, с която поставя началото на селскостопанската литература в страната. В Разград създава първото девическо училище през 1849 г. От 1860 до 1864 г. е отново учител във Взаимното училище в Разград. Представител на Разград в църковното движение и в Цариград. Никола Икономов е сред членовете и основателите на читалище „Зора“ в Русе.
Неговата съпруга Станка Николица-Спасо-Еленина е първата българка, отпечатала свое стихотворение. Пет от техните деца (момичета) също стават учители. В периода 1866 – 1872 г. заедно със съпругата си са учители в Девическото училище в Русе. По настояване на гражданите на Разград се завръща там и е определен за председател на църковната община. През 1874 г. е ръкоположен за свещеник. По време на Руско-турската война от 1877 – 1878 г. е избран за председател на окръжния съвет и участва в организирането на отбраната на града. След войната е избран за депутат в Учредителното събрание. Освен това е избиран в I ВНС и II ОНС в допълнителните избори. Превежда учебника „Ермения“ от гръцки език, но не го издава. От 1849 до 1850 г. печата стихотворения в Цариградски вестник.

## Памет
Къщата музей „Станка и Никола Икономови“ в Разград е открита на 17 април 1980 година като част от Регионалния исторически музей. В нея се помещава изложба от снимки, документи и възстановка на елементи от семейния им бит.